# ورزشگاه آلسانجاک مصطفی دنیزلی
ورزشگاه آلسانجاک مصطفی دنیزلی ورزشگاهی چند منظوره در شهر ازمیر در کشور ترکیه است که بیشتر برای مسابقات فوتبال استفاده می‌شود. 
این ورزشگاه ۱۵۰۰۰ نفر گنجایش دارد و در سال ۱۹۲۹ ساخته شد. در سال ۱۹۵۹ میزبان اولین بازی سوپر لیگ فوتبال ترکیه بود. این ورزشگاه متعلق به وزارت ورزش و جوانان (ترکیه) است. به دلیل نگرانی‌های ایمنی در طی یک زلزله احتمالی، استادیوم در ژوئیه ۲۰۱۵ تخریب شد. و بین سال‌های ۲۰۲۱–۲۰۱۷ بازسازی شد. در ۲۶ نوامبر ۲۰۲۱ افتتاح شد. نام این ورزشگاه توسط رئیس‌جمهور، رجب طیب اردوغان به افتخار مصطفی دنیزلی بازیکن و مربی فوتبال ترکیه انتخاب شد.